# Haram (plats)

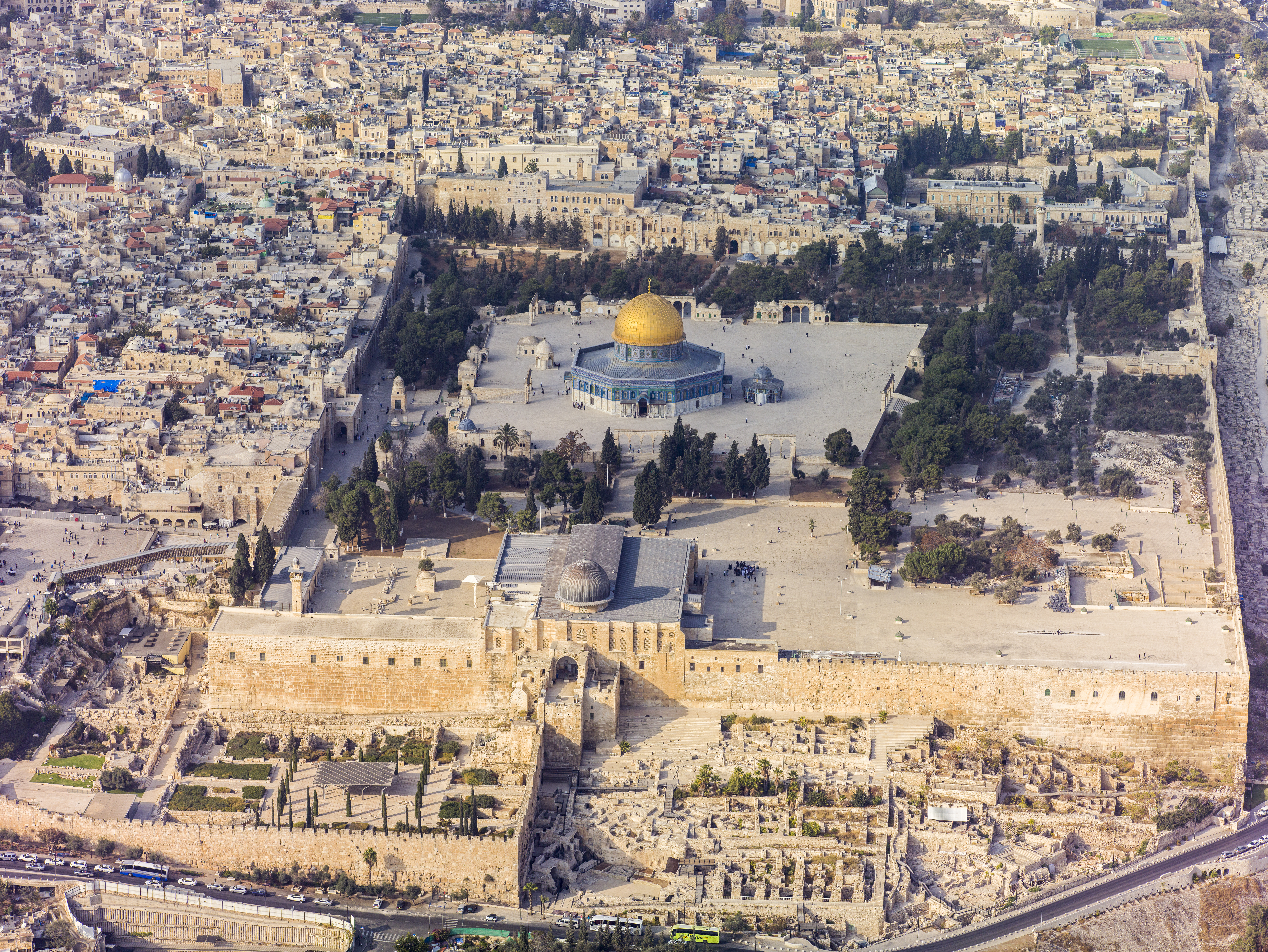
Tempelberget är känt som al-Ḥaram al-Sharīf (Den nobla helgedomen) på arabiska för muslimer.

Haram (arabiska: حَرَم) är ett arabiskt ord som betyder "helgedom" eller "helig plats" i islamisk tro eller på arabiska.

## Etymologi
Det arabiska språket har två separata ord, ḥaram (arabiska: حَرَم) och ḥarām (arabiska: حَرَام), vilka båda kommer från samma semitiska rot Ḥ-R-M. Båda dessa ord kan betyda "förbjudet" och/eller "heligt" på ett generellt sätt, men vart och ett av dem har också utvecklat vissa specialiserade betydelser (ḥarām betyder oftast "förbjudet enligt lag").

## I islam
I koranvers 29:67 har Bernström översatt ordet ḥaraman āminan till "säker tillflykt", och i vers 2:144 ordet al-ḥarām till "heliga". Masjid al-Haram i Mecka betyder Den heliga moskén. I Yusuf Alis engelska översättning av koranvers 29:67 har ordet sanctuary (sanktuarium/helgedom) använts för haram.